# Ingmar Bergman
Ernst Ingmar Bergman (Uppsala, 14 juli 1918 – Fårö, 30 juli 2007) was een Zweeds toneel- en filmregisseur met een oeuvre van veertig films.

## Biografie
Bergmans vader was een luthers predikant waardoor hij opgroeide omringd door religieuze beelden en theologische discussies. Hij ging naar de Universiteit van Stockholm, waar hij interesse in theater en later ook in film kreeg. De jonge Bergman zag films van Zweedse cineasten als Stiller en Sjöström, diep geworteld in de theatertraditie en de dramatiek van de stomme film. Bergmans eerste naoorlogse films getuigen van een geloofscrisis en een desinteresse voor de samenleving, na de ontnuchtering van een gehele generatie die getuige is geweest van een inferno. Als reactie concentreert hij zich op het individu. Film staat gelijk met psychodrama met duidelijke formele beïnvloeding van het theater en de vroegere expressionistische cinema. Mede daardoor gaan zijn films meestal over existentiële vragen over sterfelijkheid, eenzaamheid en geloof, vaak direct en niet erg gestileerd gefilmd.
Als regisseur waardeerde hij intuïtie hoger dan intellect, en koos hij voor een niet-agressieve houding tegenover acteurs. Bergman zag zichzelf belast met een grote verantwoordelijkheid tegenover zijn acteurs: hij zag hen als medewerkers in een psychologisch kwetsbare positie. Hij zei dat een regisseur zowel eerlijk als ondersteunend moet zijn om het beste uit anderen te halen.
Een aantal van zijn vroege films is erg gestructureerd. Bergman zei over zijn latere werk dat de personages in het verhaal soms dingen anders wilden doen dan hoe hij het had bedacht, en als je hen niet hun gang liet gaan, het resultaat rampzalig was. Hij liet zijn acteurs steeds meer de dialoog improviseren. In zijn laatste films schreef hij alleen de ideeën achter de dialoog met daarin de richting waarin het verhaal moest gaan. Dit procedé werkte ook voortreffelijk, met een vaak sterke confronterende levensechtheid als gevolg.
Tijdens een staking in 1951 in de Zweedse filmindustrie maakte de nog jonge Bergman een negental commercials voor een zeepproducent "Bris", de tegenhanger van "Sunlight". Deze commercials werden opgenomen met Bergmans vaste staf, onder meer cameraman Gunnar Fischer en actrice Bibi Andersson. Veel van Bergmans stilistische en thematische preoccupaties duiken erin op. Een van de filmpjes is een parodie op de 3D-rage van begin jaren vijftig, waarbij de toeschouwers in de filmzaal een brilletje met een groen en een rood glas moesten opzetten. Ook is er een komisch filmpje over een bokswedstrijd tussen het vuil (een duiveltje) en de zeep (een harlekijn).
Met Het zevende zegel (1957) trok hij velen over de streep om film niet zozeer als amusement maar als een volwaardige kunstvorm, de zevende kunst, te aanvaarden.
Bergman werkte altijd met dezelfde kleine groep acteurs, onder wie Victor Sjöström, Bibi Andersson, Harriet Andersson, Gunnar Björnstrand, Ingrid Thulin, Max von Sydow en Liv Ullmann. Hij heeft van 1953 tot en met 1982 trouw samengewerkt met de cameraman Sven Nykvist, die in 2006 overleden is. Als hij de dagelijkse opnames bekeek legde hij de nadruk op het kritisch zijn. Hij zei dat hij zichzelf niet vroeg of iets goed of verschrikkelijk is, maar of het genoeg is of dat het opnieuw opgenomen moet worden.
Bergmans films hebben bij het brede publiek de naam zwaarmoedig, diepgravend en ontoegankelijk te zijn – eigenlijk te ernstig voor een medium dat geleidelijk aan weer amusement werd. In zijn films behandelt hij de grote levensvragen, de zin van het geloof en schuld en boete. Bergman weigerde steeds het publiek de gemakkelijkste weg aan te reiken. Film moest inspanning vergen en geen ontspanning (amusement) bieden, omdat met kennis en inzicht gericht kijken verrijking biedt aan de kijker.
Ingmar Bergman overleed in de ochtend van 30 juli 2007 op het eiland Fårö in de Oostzee, op 89-jarige leeftijd. Toevallig overleed hij op dezelfde dag als de Italiaanse filmmaker Michelangelo Antonioni. Zijn archieven, in bezit van de "Ingmar Bergman Foundation" en 65 jaar artistieke schepping omvattend, werden in 2002 in zijn geheel aan het Zweeds Filminstituut geschonken. In juni 2007 werd deze collectie toegevoegd aan "het geheugen van de wereld" en op de werelderfgoedlijst voor documenten ingeschreven. Begin september 2007 maakte de Zweedse overheid bekend twee miljoen euro uit te trekken voor het digitaliseren van Bergmans films, en tevens te investeren in een jaarlijks theaterfestival.

## Onderscheidingen
- 1958 - Gouden Beer op het Filmfestival van Berlijn voor Wilde Aardbeien
- 1961 - Oscar in de categorie "Beste Anderstalige Film" (dat wil zeggen niet-Engelstalig) voor De maagdenbron
- 1962 - Oscar voor Als in een donkere spiegel
- 1968 - Medaille Litteris et Artibus
- 1970 - Irving G. Thalberg Memorial Award tijdens de Oscaruitreiking
- 1984 - Oscar voor Fanny en Alexander
- 1989 - De Deense Sonningprisen  voor "zijn uitmuntende bijdragen aan de Europese cultuur"
- 1997 - Gouden Palm der Palmen op het Filmfestival van Cannes voor zijn gehele oeuvre

Daarnaast ontving Bergman verschillende Oscar-nominaties (negen in totaal) voor enkele films.

## Trivia
- Bergman wordt genoemd in de wereldhit "Moviestar" van Harpo.

## Filmografie
| Jaar | Oorspronkelijke titel                   | Nederlandse titel                                            |
| ---- | --------------------------------------- | ------------------------------------------------------------ |
| 1946 | Kris                                    | Crisis                                                       |
| 1946 | Det regnar på vår kärlek                |                                                              |
| 1947 | Skepp till India land                   | Schip naar India                                             |
| 1948 | Musik i mörker                          |                                                              |
| 1948 | Hamnstad                                | Havenstad                                                    |
| 1949 | Fängelse                                | De gevangenis                                                |
| 1949 | Törst                                   | Dorst                                                        |
| 1950 | Till glädje                             | Ode aan de vreugde                                           |
| 1950 | Sånt händer inte här                    |                                                              |
| 1951 | Sommarlek                               | Zomeridylle, Zomerintermezzo (dvd)                           |
| 1952 | Kvinnors väntan                         | Wachtende vrouwen, Geheimen van vrouwen (dvd)                |
| 1953 | Sommaren med Monika                     | Zomer met Monika                                             |
| 1953 | Gycklarnas afton                        | De spullenbaas                                               |
| 1954 | En lektion i kärlek                     | Lessen in liefde                                             |
| 1955 | Kvinnodröm                              | Vrouwendroom                                                 |
| 1955 | Sommarnattens leende                    | Glimlach van een zomernacht                                  |
| 1957 | Det sjunde inseglet                     | Het zevende zegel                                            |
| 1957 | Smultronstället                         | Wilde aardbeien                                              |
| 1958 | Nära livet                              | Op de drempel van het leven                                  |
| 1958 | Ansiktet                                | Het gezicht, Façade (dvd)                                    |
| 1960 | Jungfrukällan                           | De maagdenbron                                               |
| 1960 | Djävulens öga                           | Het oog van de duivel                                        |
| 1961 | Såsom i en spegel                       | Als in een donkere spiegel                                   |
| 1962 | Nattvardsgästerna                       | De avondmaalsgasten                                          |
| 1963 | Tystnaden                               | De grote stilte                                              |
| 1964 | För att inte tala om alla dessa kvinnor | Wat betreft de vrouwen                                       |
| 1966 | Persona                                 | Maskers                                                      |
| 1967 | Stimulantia                             |                                                              |
| 1968 | Vargtimmen                              | Het uur van de wolf                                          |
| 1968 | Skammen                                 | Schaamte                                                     |
| 1969 | Riten                                   | Het ritueel                                                  |
| 1969 | En passion                              | Een hartstocht                                               |
| 1971 | The Touch                               |                                                              |
| 1972 | Viskningar och rop                      | Schreeuw zonder antwoord, Geschreeuw en gefluister (dvd)     |
| 1973 | Scener ur ett äktenskap                 | Scènes uit een huwelijk                                      |
| 1975 | Trollflöjten                            | De toverfluit                                                |
| 1976 | Ansikte mot ansikte                     | Van aangezicht tot aangezicht                                |
| 1977 | The Serpent's Egg                       | Het slangenei                                                |
| 1978 | Höstsonaten                             | Herfstsonate                                                 |
| 1980 | Aus dem Leben der Marionetten           | Dans van de marionetten, Uit het leven van marionetten (dvd) |
| 1982 | Fanny och Alexander                     | Fanny en Alexander                                           |
| 1984 | Efter repetitionen                      | Na de repetitie                                              |
| 1986 | De två saliga                           | De twee heiligen                                             |
| 1997 | Larmar och gör sig till                 |                                                              |
| 2003 | Saraband                                | Sarabande                                                    |

## Tentoonstelling
In het voorjaar 2011 ging er in het Berlijnse Museum für Film und Fernsehen een overzichtstentoonstelling door van het werk van Bergman met als titel: Von Lüge und Wahrheit. Dit was mogelijk met steun van de Ingmar Bergman Foundation en het Svenska Filminstitutet. Deze expositie werpt een ongemeen heldere kijk op het universum van deze filmvirtuoos.